# Fangshanella stolida
Fangshanella stolida là một loài bọ cánh cứng trong họ Byrrhidae. Loài này được Huang miêu tả khoa học năm 1997.